# بندیکت ساندین
بندیکت ساندین (به انگلیسی: Benedict Sandin) (زاده ۱۸ اکتبر ۱۹۱۸ - درگذشت ۷ اوت ۱۹۸۲) قوم‌شناس و مورخ مالزیایی بود که از ماه دسامبر ۱۹۶۶ تا مارس ۱۹۷۴، مسئولیت موزه ساراواک در شهر کوچینگ، ایالت ساراواک را بر عهده داشت. او همچنین به عنوان قوم‌شناس حکومتی در دولت ساراواک خدمت کرد. او تعداد زیادی مقاله در مورد قوم‌نگاری در نشریه موزه ساراواک و کتابی با عنوان «دایاک‌های دریا در بورنئو: قبل از حکمرانی وایت راجا» نوشت.
ساندین فردی از مردم ایبان بود و در کرانگان پینگای، در خانه‌ای از نوع لانگ‌هاوس در اطراف رودخانه پاکو در حوضه ساریباس از بخش بتونگ در ساراواک به دنیا آمد.

## دوران ابتدایی زندگی
ساندین در روز ۱۸ اکتبر ۱۹۱۸ در کرانگان پینگای، در خانه‌ای از نوع لانگ‌هاوس در اطراف رودخانه پاکو در حوضه ساریباس از بخش بتونگ در ساراواک به دنیا آمد. ساندین بزرگ‌ترین فرزند از چهار فرزند یک خانواده سرشناس ایبان بود. پدربزرگ او از سال ۱۸۷۵ تا زمان مرگش در سال ۱۹۰۰، رئیس محلی پاکو سُفلی ایبان بود

## حرفه
در سال ۱۹۴۱، قبل از اشغال بورنئو توسط ژاپن، ساندین به عنوان کارمند جوان بومی راج ساراواک، وارد سازمان خدمات کشوری شد. بعد از جنگ جهانی دوم به دپارتمان آموزش منتقل شد و مدتی بعد به عنوان مأمور اطلاعات به اداره اطلاعات ساراواک ملحق گردید و به مدت دو سال به عنوان سردبیر اولین نشریه خبری به زبان ایبان، به فعالیت مشغول بود.
با آشکار شدن استعداد ساندین در امر نویسندگی، در سال ۱۹۵۲ تام هریسون، متصدی موزه ساراواک آن دوره، از ساندین دعوت کرد تا به پرسنل موزه ملحق شود. بعد از گذراندن یکسال کارآموزی در نیوزیلند، او برای مطالعه و تحقیق پیرامون فرهنگ ایبان و تاریخچه بومی ساراواک بازگشت. در سال ۱۹۶۶، مسئول موزه ساراواک شد و در ۱۹۷۳ بازنشسته گردید. بعد از بازنشستگی به پاکو، ساراواک بازگشت و در آنجا پژوهش خود پیرامون فرهنگ ایبان را ادامه داد.
ساندین در ماه اوت ۱۹۸۲، بر اثر سرطان ریه درگذشت.

## آثار
ساندین در دهه ۱۹۳۰، ۲۰ سال پیش از پژوهش‌های تأثیرگذار درک فریمن پیرامون تشکیلات اجتماعی ایبان، تاریخچه و تبارشناسی شفاهی مردم ایبان را جمع‌آوری و مستندسازی کرد. او پیرامون دانش تاریخچه مردمان بومی ساراواک، قبل و بعد از تأسیس راج ساراواک توسط جیمز بروک، مشارکت با اهمیتی داشت. ساندین بیشتر به خاطر تک‌نگاشت خود با عنوان «دایاک‌های دریا در بورنئو: قبل از حکمرانی وایت راجا» که در سال ۱۹۶۷ منتشر شد، معروف بود. در سال ۱۹۹۴، تک‌نگاشت دیگری با عنوان «منابع تاریخ دیرمانی ایبان» به تألیف ساندین، در نشریه موزه ساراواک منتشر شد.
بندیکت ساندین همراه با تام هریسون در سال ۱۹۶۶، مقاله‌ای با عنوان «تابلوهای نگارش برونئو» در نشریه موزه ساراواک نوشتند که حاوی جزئیات آداب و رسوم تابلوی نگارش مردم ایبان بود.